# Іларіон (Писарець)
Ієромонах Іларіон (у миру Іларіон Павлович Писарець; 1871, село Собичеве, Глухівський повіт, Чернігівська губернія — 3 грудня 1937, полігон Бутово Московська область) — священнослужитель Російської православної церкви, канонізований в лику преподобномучеників (2000).
Народився у сім'ї селянина.

## Священник
У віці 22 років вступив послушником до Глинської Різдво-Богородської пустині у Курській губернії, де прийняв чернечий постриг.
У 1914 році був висвячений у сан ієромонаха; з 1914 по 1927 роки служив у Донському монастирі Москви.
У 1927 році на прохання парафіян Христоріздвяної церкви села Різдво (нині Наро-Фомінського району Московської області), де не було на той час священика, був направлений служити в цей храм.
Окрім богослужінь, отець Іларіон ходив по домівках парафіян і звершував молебні, хресні ходи і навіть перепис населення, щоб знати, скільки у нього віруючих у парафії.

## Перший арешт
У 1933 році був вперше заарештований, але через 5 днів відпущений.

### Другий арешт та страта
15 жовтня 1937 року голова сільської ради села Рождєство направив заяву до органів НКВС, в якій повідомлялося про те, що на свято Покрови «по будинках з молебнями ходив різдвяний піп, не маючи на це дозволу… З боку попа і раніше були порушення… він збирав підписи віруючих, просимо вжити відповідних заходів».
26 листопада 1937 року ієромонаха Іларіона було заарештовано і ув'язнено в Таганську в'язницю в Москві. На слідстві він категорично відкинув усі пред'явлені йому звинувачення.
Ієромонаха Іларіона розстріляли 3 грудня 1937 року на Бутовському полігоні за вироком трійки УНКВС по Московській області від 29 листопада 1937 року.

## Канонізація
Зарахований до лику святих новомучеників і сповідників Російських Архієрейським собором Російської православної церкви 20 серпня 2000 року для загальноцерковного шанування.

## Православна гімнографія
- Тропар, глас 1

Вірний учень Христа навіть до смерті бувши, преподобномучениче Іларіоне приснопам'ятне, бо подвиги посту і кров'ю мук, землю Російську освятив Ти: Тим же й ми, чада твоя, любов'ю кричемо ти: слава Ти, що дав фортецю, слава Рославськи . .
- Кондак, глас 3

Мирського заколоту віддалився, добре Богу послужив ти, за днів же гонінь на Церкву Російську, кров твою за Христа пролив ти, і стражданнями твоїми землю нашу обігрів ти. Тим же молися, преподобномученичі Іларіоні, зберегтися їй у Православ'ї та благочестя. до кінця століття. .
- Молитва:

О, священна і багатостраждальна голова, преподобномучениче Іларіоне пріснопам'ятне, воїні Христів доброзичливий, Православної Російської Церкві син вірний! Ти, перш труди постнічними душу твою очистивши, демонська ополчення посоромив Ти, в годину ж безбожних гонінь терпінням мужньо зодягся і, як жертва непорочна і сприятлива, за гріхи народу нашого Богу принісся, тим же, як добрий раб і вір Господа твого ввійшов.
О, преподобне й достохвальне страждальне, не залиши нині й нас, родич твоїх, вдячною любов'ю подвиг твій шанувальників і заступництва твого прохаючих. Моли тепле Всеблагого Господа нашого Ісуса Христа, нехай утвердить в Православ'ї до кінця віку Церкву нашу, Батьківщину і люди, нехай збереже монаші обителі, вірні обітниці чернечій, нехай дарує нам покаяння і прощення гріхів і нехай допоможе в усякому чині та званні Йому угоджати і всіх обстановок на Нього Єдиного сподіватися. Йому належить будь-яка слава, честь і поклоніння з Отцем і Святим Духом нині і повсякчас і на віки віків. Амінь.

## Дні пам'яті та ікони
День мученицької кончини — 3 грудня;
У складі Собору Новомучеників та Сповідників Верейських та Наро-Фомінських — 28 грудня;
У складі Собору Новомучеників та Сповідників Російських — 7 лютого;
У складі Собору Бутовських новомучеників — 4-а субота на Великдень.